# Aloys Hubert Michael Venth
Aloys Hubert Michael Venth (* 21. Juni 1809 in Aachen; † 22. Juli 1868 ebenda) war ein Aachener Historien-, Porträt- und Landschaftsmaler.

## Leben und Wirken
Aloys Venth war Sohn von Henry Hubert Venth und Marie Christine Strauch. Er begann seine künstlerische Ausbildung als Schüler von Johann Baptist Joseph Bastiné und besuchte anschließend die Düsseldorfer Kunstakademie. Nachweislich führte er im Jahr 1845 sein Atelier in der Aachener Jakobstraße 10, wo er auch seine Hauptschaffenszeit verbrachte.
Im Jahr 1855 präsentierte sich Venth als Landschaftsmaler in einer eigenen Ausstellung. In dem kleinen Saal der Redoute stellte er 30 seiner Werke vor. Die Vier Tageszeiten als Marinestücke waren in transparenter Farblichkeit und warmen Kolorit gehalten. Ein Bild zeigte ein herannahendes Gewitter über einer Landschaft mit einer Kapelle vor einem Waldgebiet. Ein Porträt verdeutlichte seine Kunst, Stofflichkeitsillusion zu erzeugen und zwei frühere Jagdszenen gehörten mit zu den Exponaten. Der Aachener Maler Peter Ludwig Kühnen lobte in diesem Zusammenhang Venths geglückte neue Hinwendung zu der Bildgattung der Landschaftsmalerei.
Aloys Venth war der Vater des in Aachen bekannten Bildhauers Gustav Angelo Venth.

## Werke
- 1831 Der Schulunterricht eine Allegorie[3]
- 1831 Selbstbildnis[3]
- 1831 Kopie eines Bildnisses von Friedrich Wilhelm von Schadow[3]
- 1833 Die Heilige Katharina[3]
- 1839 Stiftsprobst Classen. Porträt. 1897 im Suermondt-Museum.
- 1843 Drei Einzelporträts der Töchter der Familie P. Heinen, ca. 71 × 60 cm, Öl auf Leinwand. Am 3. April 2004 kamen insgesamt sechs seiner Werke auf eine Auktion.
- undat. Winterlandschaft. Miniatur. 1897 im Besitz von Stadtrentmeister Zarth.

Diese „Aussicht aus dem Atelierfenster des Künstlers“ zeigt „im Vorder- und Mittelgründe einen Hof und Gebäulichkeiten, im Hintergrunde der Salvator- und Lousberg, alles mit tiefem Schnee.“
- 1852 Die Wiederfindung Jesu im Tempel. Seidene Bruderschaftsfahne der Pfarre St. Peter und Paul Wegberg.
- undat. Gottesmutter. Seidene Schwenkfahne des Kaiser-Karls-Gymnasiums.
- undat. Hl. Aloysius. Seidene Schwenkfahne des Kaiser-Karl-Gymnasiums.
- undat. Hl. Petrus. Seidene Schwenkfahne mit Arabeskenrand des St. Petersvereins, Aachen. Um 1875 von Heinrich Franz Carl Billotte als Kopie erneuert
- undat. Archivar Kraemer. Gemälde-Porträt.